# Canada op de Olympische Zomerspelen 1904
Canada nam deel aan de Olympische Zomerspelen 1904 in St. Louis, Verenigde Staten. Het was de tweede deelname. Er namen 52 sporters deel in vijf olympische sporten. Met vier keer goud werd de vierde plaats in het medailleklassement behaald, twee daarvan werden in teamsporten behaald; lacrosse en voetbal.
De opmerkelijkste goudenmedaillewinnaar was Etienne Desmarteau in het "56 pound zwaar gewichtwerpen". Hij werd ontslagen bij de politie van Montreal voorafgaand aan de Spelen. Hij keerde als held terug en werd weer in dienst genomen. In het jaar daarop echter overleed hij aan buiktyfus.

## Medailleoverzicht
| Sport    | Olympiër(s) | Onderdeel         | Medaille |
| -------- | --- | ----------------- | -------- |
| Atletiek | Étienne Desmarteau | gewichtwerpen (m) | Goud     |
| Golf     | George Lyon | mannen            | Goud     |
| Lacrosse | Élie Blanchard Sandy Cowan William Brennaugh Jack Flett George Bretz Benjamin Jamieson Billy Burns Stuart Laidlaw George Cattanach Hilliard Lyle George Cloutier William F. L. Orris Lawrence Pentland | mannen            | Goud     |
| Voetbal  | Otto Christman Robert LaneGeorge Ducker Ernest Linton John Fraser Gordon McDonald John Gourlay Frederick Steep Alexander Hall Tom Taylor Albert Henderson William Twaits Albert Johnson                | mannen            | Goud     |
| Roeien   | Arthur Bailey Phil Boyd Thomas Loudon Donald MacKenzie George Reiffenstein William Rice George Strange William Wadsworth Joseph Wright                                                                 | acht (m)          | Zilver   |
| Lacrosse | Black Hawk Lightfoot Black Eagle Snake Eater Almighty Voice Red Jacket Flat Iron Night Hawk Spotted Tail Man Afraid Soap Half Moon Rain in Face                                                        | mannen            | Brons    |

## Deelnemers en resultaten

### Atletiek
| Olympiër           | Discipline        | Resultaat | Prestatie                          |
| ------------------ | ----------------- | --------- | ---------------------------------- |
| Robert Kerr        | 60m (m)           | 7-8e      | serie 3: 2de herkansingen: 3de-4de |
| Robert Kerr        | 100m (m)          | 7-11e     | serie 2: 3de                       |
| Robert Kerr        | 200m (m)          | 5e        | serie 2: 3de                       |
| Percival Molson    | 400m (m)          | onbekend  |                                    |
| Peter Deer         | 800m (m)          | onbekend  |                                    |
| John Peck          | 800m (m)          | onbekend  |                                    |
| Peter Deer         | 1500m (m)         | 6e        |                                    |
| Étienne Desmarteau | gewichtwerpen (m) | Goud      | 10,46m (OR)                        |

### Golf
| Olympiër      | Discipline | Resultaat | Prestatie |
| ------------- | ---------- | --------- | --- |
| Albert Austin | mannen     | 73e       | kwalificatie: 73ste met 230 punten |
| Bertie Austin | mannen     | 65e       | kwalificatie: 65ste met 211 punten |
| George Lyon   | mannen     | Goud      | kwalificatie: 9de met 169 punten 1ste ronde: W van USA Cady 2de ronde: W van USA Stickney kwartfinale: W van USA Lambert halve finale: W van USA Newton finale: W van USA Egan |

### Lacrosse
| Olympiër | Discipline | Resultaat | Prestatie                                              |
| --- | ---------- | --------- | ------------------------------------------------------ |
| Élie Blanchard Sandy Cowan William Brennaugh Jack Flett George Bretz Benjamin Jamieson Billy Burns Stuart Laidlaw George Cattanach Hilliard Lyle George Cloutier William F. L. Orris Lawrence Pentland | mannen     | Goud      | halve finale: vrij finale: W van Verenigde Staten: 8-2 |
| Black Hawk Lightfoot Black Eagle Snake Eater Almighty Voice Red Jacket Flat Iron Night Hawk Spotted Tail Man Afraid Soap Half Moon Rain in Face                                                        | mannen     | Brons     | halve finale: V van Verenigde Staten: 0-2              |

### Roeien
| Olympiër | Discipline | Resultaat | Prestatie |
| --- | ---------- | --------- | --------- |
| Arthur Bailey Phil Boyd Thomas Loudon Donald MacKenzie George Reiffenstein William Rice George Strange William Wadsworth Joseph Wright | acht (m)   | Zilver    |           |

### Voetbal
| Olympiër | Discipline | Resultaat | Prestatie                                               |
| --- | ---------- | --------- | ------------------------------------------------------- |
| Otto Christman Robert LaneGeorge Ducker Ernest Linton John Fraser Gordon McDonald John Gourlay Frederick Steep Alexander Hall Tom Taylor Albert Henderson William Twaits Albert Johnson | mannen     | Goud      | W van Verenigde Staten: 7-0 W van Verenigde Staten: 4-0 |

Australië · Canada · Cuba · Duitsland · Frankrijk · Griekenland · Groot-Brittannië · Hongarije · Oostenrijk · Verenigde Staten · Zuid-Afrika · Zwitserland · Gemengde teams